# Orthocladius calomera
Orthocladius calomera är en tvåvingeart som först beskrevs av Edwards 1931.  Orthocladius calomera ingår i släktet Orthocladius och familjen fjädermyggor. Inga underarter finns listade i Catalogue of Life.